# Cambio 16
Cambio 16 es una revista de información general española editada por el Grupo 16. En Cataluña y el País Vasco, se conoce como Canvi Setze y Aldaketa Hamasei, respectivamente. 

## Historia

### Los orígenes del semanario (1971-1974)
Fundada en 1971 por el periodista español Juan Tomás de Salas, en su empeño por editar una publicación que sirviera como plataforma para combatir el Franquismo y reivindicar la España democrática. Para costear el proyecto reunió a otros 15 periodistas y profesionales, con una edad media de treinta y dos años, que lograron suscribir el capital exigible por ley de cinco millones de pesetas. 
Luis González Seara fue nombrado presidente del consejo de administración y es quien propone el nombre de "Cambio", una palabra ambigua que se prestaba a muchas interpretaciones, sobre todo debido al ambiente político de la época. El nombre fue motivo de un primer encontronazo con las autoridades, ya que lo consideraban demasiado impreciso y reclamaban añadirle alguna especificación para introducir la revista en el registro. Tras sopesar distintas soluciones se determinó añadirle un numérico "16" al nombre, en honor a los dieciséis socios fundadores.
Debido a que los costes necesarios para poner en marcha un periódico diario, eran demasiado cuantiosos para permitirse adoptar un tono combativo contra el régimen franquista y  al poder este cancelar en cualquier momento la subscripción del medio en el Registro de Publicaciones Periódicas, optaron por un hacer un semanario, que exigía una inversión económica mucho menor y el riesgo económico ante una eventual clausura
Su primera portada mostraba una caja de caudales congelada y un titular: "inversión congelada", obra del diseñador y fotógrafo publicitario Michel Malka. 52 páginas, todas en blanco y negro que pedían -de manera velada- reformas políticas para una sociedad española que se encontraba "en un proceso de cambio". 
La revista fue un medio importante en la transición política española desde la dictadura de Francisco Franco a la democracia. Nacida con formato de revista semanal el 22 de septiembre de 1971, abarcaba todo tipo de información pero predominaba en sus contenidos toda aquella relacionada con la efervescencia política de aquellos momentos históricos. Su primer director fue Heriberto Quesada Porto. Siguieron Juan Tomás de Salas, José Oneto (1976-1986), Ricardo Utrilla (1986-1988), Enrique Badía (1988-1989), Luis Díaz Güell (1989-1991), de nuevo Salas (1991-1994), Román Orozco (1994-1996), Gorka Landaburu (2003-2020) y Jorge Neri Bonilla (2021).
Varios de sus números fueron secuestrados por las autoridades de la dictadura que aún tenían peso en la gobernabilidad hasta la aprobación de la Constitución española, culminada en 1978. En 1995 se reeditaron tres números facsimiles que fueron secuestrados durante el último año de la vida de Franco.

### Período de transición a la democracia en España (1975-1978)
Francisco Franco fallece el 20 de noviembre de 1975, dos semanas después, Cambio16 se publica con el título: "La cosa se pone en marcha". La editorial pide un cambio de gobierno para hacer política nueva. Los medios de comunicación progresistas, que se habían mantenido relativamente tranquilos, pasan a asumir un protagonismo inusitado ante el nuevo escenario político. Tal compromiso les acarrea censuras, secuestros y multas. A lo largo de 1975 Cambio 16 se convierte en la publicación con mayor tiraje en el país alcanzando 197.276 ejemplares. En 1976, superaría todas las expectativas al lograr una tirada de 347,918 ejemplares y una cuota del 46,1% del mercado de revistas.
El 1 de julio de 1976, el Rey exige la dimisión de Arias Navarro y nombra en su lugar como Presidente del Gobierno a Adolfo Suárez, poco después se aprueba la Ley de Reforma Política y se convoca a elecciones. Ante esta situación la prensa se embarca en el activismo político y surgen nuevas   como el diario El País. Los editores de Cambio 16 no se quedan atrás, y el 18 de octubre de 1976 salía a la calle la primera edición de Diario 16, con el lema en portada: "Libertad sin ira", la publicación uso como modelo el Herald Tribune
El 15 de junio se celebran las Elecciones generales de España de 1977, primeras elecciones democráticas después de 42 años en las que Adolfo Suárez es confirmado Presidente. El 26 de junio, el rotativo de Diario 16 sufrió un atentado, objeto de un explosivo, acto que se acreditó la organización terrorista Grupo de Resistencia Antifascista Primero de Octubre (GRAPOS). Diario 16 responde a esta acción con el titular "Como aprendí a amar la bomba", sugiriendo que lejos de amedrentar, la acción fortificó los medios del grupo Cambio 16. 
En el mes de octubre se aprueba la Constitución española de 1978. Cambio 16 en su edición n.º 362, anunciaba con un reportaje titulado Viva la Consentida, que culminaba su tarea principal: una Constitución que convertía a España en una nación democrática.

### Democracia, prensa libre (1979 - 1997)
El inicio de la década de los 80 significa la primera crisis del medio, la llegada de la democracia redujo el interés de los lectores por reportajes políticos y aumentó la competencia en el momento en que los diarios y las radios pudieron dar libremente información política, a ello se le sumó la aparición de nuevas publicaciones de distintos índole y formatos, obligando a cambiar el enfoque del semanario a temas más generales pero manteniendo su línea editorial, lo que le siguió trayendo roces con la censura. El 19 de mayo de 1980 se prohibía la publicación  de un artículo de Carmen Rico Godoy, en el que enjuiciaba al nuevo gobierno de UCD. En 1983, dos publicaciones  de la revista (números 593 y 594) fueron secuestradas por el denominado "Caso Almiron" .
En abril de 1989 la editorial francesa Hersant (editora de Le Figaro) compró el 31% de Grupo 16 en una operación sorpresiva que Juan Tomas de Salas consideró una "maniobra hostil". Tras meses de disputas y demandas relacionadas al control del medio, Robert Hersant alcanzó un preacuerdo en 1992 para asumir el control de la cabecera, pero las negociaciones se rompieron a las pocas semanas . En octubre de 1993, Jesús de Ramón Laca, se convierte en el nuevo accionista mayoritario del Grupo 16 y reemplaza a Juan Tomas de Salas en la presidencia, quien ante un pasivo estimado en 2.000 millones de pesetas y presiones políticas, se ve obligado a ceder sus acciones por cero pesetas en julio de 1994. El grupo se ve obligado a negociar una reducción del 54% de su plantilla. En agosto, el periodista Román Orozco es nombrado nuevo director del semanario. La crisis económica de la empresa se agudiza y en septiembre de 1995, Laca llega a un compromiso con el empresario José Luis Domínguez para vender a este último, la mayoría de las acciones del grupo que controla a la fecha tres publicaciones: Cambio 16, Diario 16 y Motor 16. En agosto de 1996, Domínguez se ve obligado a continuar con los despidos y destituye a Roman Orozco de su cargo, lo reemplaza Ángel Carchenilla, quien se venía desempeñando como director de Motor 16, ocasionando demandas por despidos improcedentes.
Para 1997, en medio de una aguda crisis económica la revista cumple sus primeros 25 años de fundada. En la tradicional celebración de los premios Cambio 16 distingue al Rey Juan Carlos como figuró de los últimos 25 años. Los gestores de Grupo 16 intentan separar los problemas financieros de Diario 16 y del semanario Cambio 16, ambos en suspensión de pago desde finales de 1995, en un intento de salvar la revista.

### Adquisición por parte de EIG Multimedia (1998 - actualidad)
En 1998, el grupo andaluz ESA-EBC Editorial (ahora, EIG Multimedia S.R.L.) que publica el Diario Andaluz, se hace nuevo propietario de Cambio16 con Manuel Domínguez Moreno como presidente del Consejo Editor. En el 2005 la editora presenta una nueva edición de Cuadernos para el Diálogo, revista surgida en 1963 y editada hasta 1978.
Tras el fallecimiento de Juan Tomas de Salas el 22 de agosto del 2000 a los 62 años, víctima de un cáncer, se produce entonces el primer relanzamiento de la revista y se lleva a cabo la refundación de la publicación que se encontraba en situación de quiebra. Precisamente en medio de ese reajuste, el delegado en el país vasco de Cambio 16, Gorka Landaburu, resulta herido en un atentado de la organización terrorista ETA al abrir un paquete bomba, sufre graves heridas en todo su cuerpo, pierde parte de sus manos y la visión en su ojo izquierdo, aun así, Landaburu asume la dirección del semanario desde el 2001.
En 2014, Francisco Neri y Jorge Neri entran al Consejo Editorial de EIG Multimedia, pasando a dirigir Cambio 16 y nombran directora a Sonia Aparicio, en relevo a Gorka Landaburu. Para combatir el declive de la cabecera amenazada por la llegada de los medios digitales, plantean un nuevo modelo editorial y empresarial:Se acomete una renovación de los contenidos, abordando temas en profundidad que invitan a una lectura pausada. También se renueva el diseño en sus versiones impresa y digital, completan su oferta con una nueva página web (www.cambio16.com) y una aplicación para teléfonos inteligentes y tabletas. En este cambio de paradigma empresarial se decide compartir la producción de contenidos entre Caracas y Madrid. Óscar Abou-Kassem, exdirector dijo: “La revista aún tenía prestigio en América Latina y ellos (los hermanos Neri) lo vieron como una oportunidad de negocio, como empresarios obviamente no quieren perder dinero. Tienen un sentido de la empresa bastante encomiable”. 
En el año 2016, se celebran los 45 años de vida de la revista con la entrega de Premios Cambio del 2016. Al acto asisten empresarios y periodistas, donde se galardona a Cristina Cifuentes como "símbolo de la regeneración".

En marzo de 2021, Cambio16 impulsa junto con Jorge Neri "El Gran reinicio". Un gran cambio en el conocimiento y la conciencia en el mundo con el objetivo de fomentar un mundo más humano, justo y regenerativo. Unos de los actuales accionistas de Cambio16, Jorge Neri habla sobre el cambio de paradigma:
"La humanidad se enfrenta a un reto sin precedentes abocada a un cambio de paradigma tras la pandemia y la emergencia climática y es el momento para hacer las cosas de manera diferente porque existe una ventana única, pero estrecha, para crear un nuevo pacto social que priorice a las personas y el planeta”.
En septiembre de 2023, el Tribunal de Marcas de la Unión Europea ha dictaminado que la marca Diario16, que actualmente está siendo utilizada por la empresa Multimedia Ediciones Globales, S.L., pertenece a Grupo EIG Multimedia, la editorial de Cambio16. Como resultado, la empresa ha sido condenada a cesar su uso, a cancelar una serie de dominios, y a pagar una multa.

## La nueva dirección
Desde 2014, Cambio16 realizó un importante proceso de modernización e internacionalización, transformando la revista impresa, lanzando su portal digital y desarrollando múltiples eventos para el fortalecimiento y cumplimiento de su propósito. La publicación se renueva acompañada del lanzamiento de Energía16, enfocada a analizar las energías limpias, el gas y el petróleo en Iberoamérica. 
A día de hoy, el contenido se produce en España, mientras que en Venezuela se gestionan la web y el resto de aspectos como el diseño.  

### Querella contra la dirección
En diciembre de 2016, se interpuso una querella contra la dirección de la empresa por razones comerciales. Tras varios años de litigios, finalmente el Tribunal de Marcas de la Unión Europea, Audiencia Provincial de Alicante, Sección 8, dio la razón al grupo EIG Multimedia, SL y decretó la mala fe de Manuel Domínguez Moreno, y acordó entre otras cosas la nulidad de las marcas españolas y de la Unión Europea de Diario16, Feminismo16, Diario16 Mediterránea y El Diario de la Segunda Transición; así como la cancelación de los nombres de dominio.

## Fundadores
| Los 16 fundadores de Cambio 16 | Los 16 fundadores de Cambio 16 | Los 16 fundadores de Cambio 16                        | Los 16 fundadores de Cambio 16 |
| ------------------------------ | ------------------------------ | ----------------------------------------------------- | ------------------------------ |
| 1                              | José Luis Barreiros Conde      | Industrial gallego                                    | 60 acciones                    |
| 2                              | Juan Tomás de Salas            | Periodista                                            | 55 acciones                    |
| 3                              | Luis María de la Fuente        | Empresario                                            | 55 acciones                    |
| 4                              | Domingo Garnelo Vásquez        | Empresario gallego                                    | 55 acciones                    |
| 5                              | Luis González Seara            | Político y sociólogo                                  | 55 acciones                    |
| 6                              | Alfredo Lafita                 | Abogado                                               | 55 acciones                    |
| 7                              | Juan Huarte                    | Empresario navarro                                    | 50 acciones                    |
| 8                              | José Félix de Rivera           | Industrial sevillano                                  | 25 acciones                    |
| 9                              | César Pontvianne               | Empresario salmantino                                 | 22 acciones                    |
| 10                             | Romualdo de Toledo             | Periodista                                            | 14 acciones                    |
| 11                             | Blas Calzada                   | Economista                                            | 11 acciones                    |
| 12                             | Enrique Sarasola               | Empresario                                            | 11 acciones                    |
| 13                             | Antonio García Ferrero         | Economista                                            | 11 acciones                    |
| 14                             | Miguel Ortega                  | Cuerpo Superior de Administradores Civiles del Estado | 11 acciones                    |
| 15                             | Miguel Muñiz                   | Economista Prof. Universitario                        | 5 acciones                     |
| 16                             | Alejandro Muñoz Alonso         | Abogado Prof. Universitario                           | 5 acciones                     |

## Directores
1. Heriberto Quesada Porto (1971)
2. Juan Tomás de Salas (1971 - 1976)
3. José Oneto (1976 - 1986)
4. Ricardo Utrilla (1986 - 1988)
5. Enrique Badía (1988 - 1989)
6. Luís Díaz Güell (1989 - 1991)
7. Juan Tomás de Salas (1991 - 1994)
8. Román Orozco (1994 - 1996)
9. Gorka Landaburu (2003 - 2020)
10. Jorge Neri Bonilla (2021)

## Premios Cambio16
Desde la década de 1970, ha entregado los Premios Cambio a los personajes y organizaciones que considera los mejores del año.
Algunos de los galardonados:
- 1997: Rey Juan Carlos (Mejor de los 25), Adolfo Suárez, Mijail Gorbachov, Madre Teresa de Calcuta, Isidoro Álvarez, Rafael Nájera, Antonio López, Fernando Savater, Pilar Miró, Fernando Fernán-Gómez, Gabriel García Márquez, Narciso Ibáñez Serrador, Miguel Induráin, Eduardo Sánchez, Inés Sastre.[28]

- 2007: Asociación de la Memoria Histórica (Paz y Libertad), María Teresa de la Vega (Mujer del año), Carmen Calvo (Mejor Ministro), Magdalena Álvarez (Economía), Diario El País (Prensa), Segolene Royal, ONG Oxfam Intermón, Loyola de Palacio, Julio Anguita, Uxue Barcos, Manuel Pimentel (Cultura), Alaska (Cultura), Pablo Motos (Televisión), Eva Hache (Televisión).[29]
- 2013: Papa Francisco (Hombre del año), Soraya Sáenz de Santamaría (Mujer del año), Pepa Bueno, Susana Griso, Extremadura, Miguel Arias Cañete (Mejor ministro), Ana Bella, Guillermo Mariscal (Político revelación), Repsol, Acciona, Isidro Fainé (Cambio financiero)[30]
- 2015: Rey Felipe VI (Gran Premio), Ferrovial (Empresa), Bankinter (Finanzas), EOI (Educación), ATOS (Innovación), Técnicas Reunida (Energía 16), BQ (Emprendedor), Coca Cola (Marketing), La Fábrica (Artes), Ana Pastor y Ana Rosa (Comunicación), Programa por la Tierra (Ambiente), Sevilla y Málaga (Ciudad), Médicos Sin Fronteras (Solidaridad), Shiseido (Sostenibilidad), Colombia (Internacional), Albert Rivera (Política).[31]
- 2016: Cristina Cifuentes (Político del año), Gas Natural Fenosa (Energía 16), Sacyr (Empresa), Banco Sabadell (Finanzas), Telefónica (Educación), Escuela de Negocios Esade (Educación), Mercedes-Benz (Marketing), Fujitsu (Innovación), AstosCH (Innovación), Escuela de Organización Empresarial EOI (Emprendedor), Jaume Plensa (Arte), San Sebastián (Ciudad), Avianca (Internacional), Turismo de México (Turismo), Chocrón Joyeros (Solidaridad), Nespresso y Ecoembes (Medio Ambiente), Grupo Cortefiel (Sostenibilidad), Angels Barceló y Diario El País (Comunicación), Mutua Madrileña y Alberto Contador (Deportes), José Sacristán (Cultura).[32]
- 2017: Pedro Sánchez (Política), Banco Santander (Finanzas), FCC (Empresa), Real Madrid (Deportes), Iberdrola (Energía 16), Nissan (Innovación), Ecovidrio (Medio Ambiente), Cantabria (CCAA), Amaya Valdemoro (Deportes), El Ganso (Emprendedor), Armani (Marketing), Cetelem (Comunicación), Karlos Arguiñano (Comunicación), Universidad de Comillas (Educación), Comunidad de Madrid (Medio Ambiente), Manolo Valdés (Arte), Esther Koplowitz (Solidaridad), Rafael Matesanz (Solidaridad), García Ferreras (Periodismo), EOI (Digitalización), Emmanuel Macron (Internacional), Fernando Aramburu (Cultura), Guggenheim Bilbao (Arte).[33]
- 2018: Pablo Casado (Político del año), Javier Cremades (Derecho y Libertad), BBVA (Empresa), Gilmar (Empresa), Caixa Bank (Finanzas), Carolina Marín (Deportes), CEPSA (Energía), País Vasco (Turismo), Iván Duque (Internacional), Correos (Sostenibilidad), Bodegas Familiares Matarromera (Medio Ambiente), MSD (Solidaridad), American Business Council (Marketing), Chocron Joyeros (Marketing), Beatriz Becerra (Derechos Humanos), Inma Shara (Cultura), Pedro Piqueras (Periodismo), Julio Borges (Libertad), Leopoldo López Gil (Libertad)[34]